# Fabiola (film 1918)
Fabiola è un film del 1918 diretto da Enrico Guazzoni.

## Trama
Roma, 302 d.C. Ai tempi delle persecuzioni dell'imperatore Diocleziano era pericoloso professare la religione cristiana: per questo motivo già l'antiochena Miriam, appartenente ad una facoltosa famiglia della provincia d'Asia, era stata ridotta ad essere la schiava personale della patrizia pagana Fabiola. Quest'ultima era oggetto delle mire matrimoniali (e patrimoniali) del dissoluto Corvino, figlio di un prefetto dell'urbe, mentre la cugina di lei, Agnese, cristiana, era insidiata, con lo stesso fine, proprio dal fratello di Miriam, l'avventuriero Fulvio.
Fulvio e Corvino, mentre infuriano i Saturnali, fanno leva sulla religione di Agnese, contraria alla legge, per costringerla al matrimonio, e non esitano a sobillare la plebe e a rivolgersi all'augusto Massimiano, il co-imperatore, perché emetta un atto di persecuzione, affisso al tempio dei Dioscuri: un amico e compagno di fede di Agnese, Torquato, di fronte agli strumenti di tortura rinnega la fede, e dopo l'abiura introduce i miscredenti nelle catacombe, dove il Papa Marcellino sta compiendo dei riti, contribuendo in tal modo alla cattura, da parte dei legionari, dei cristiani Cecilia, che verrà lapidata, e Pancrazio, figlio (nel film) dei martiri Quintino e Lucilla. Stessa sorte letale spetta al giovane Tarcisio, sorpreso mentre recava l'eucaristia ai correligionari rinchiusi nel carcere Mamertino.
In tale clima di pogrom, in cui altri cristiani condannati alla costruzione delle terme vengono sbranati dalle belve feroci al circo, a nulla serve il tentativo di Fabiola di portare in salvo la cugina nella propria villa di Nemi: la situazione sfugge di mano a Fulvio e Corvino, e Agnese, davanti ai giudici, fa pubblica professione di fede e viene condannata a morte. I romani Quadrato, soldato, e Sebastiano, tribuno, conoscenti di Agnese, ne seguono l'esempio, scandalizzando i pagani, e fanno la sua stessa fine. Di fronte a tante atrocità, ed ammirata dal comportamento dei cristiani, la stessa Fabiola bacia la fronte di Miriam e si converte.